# Širdí Sáí Bába
Širdí Sáí Bába (1838 – 15. října 1918) byl indický fakír a duchovní vůdce (guru), považovaný některými svými následovníky za avatára (boží vtělení). Jeho pravé jméno ani informace o jeho původu a mládí nejsou známé; označení Širdí Sáí Bába znamená zhruba „Svatý otec ze Širdí“. Působil zejména v obci Širdí v dnešním indickém spolkovém státě Maháráštra. K jeho žákům patřili hinduisté i muslimové a jeho nauka i náboženská praxe spojovala prvky obou náboženství.
Podle zpráv o jeho životě učil o důležitosti realizace "Já", kritizoval lásku k pomíjivým věcem. Jeho učení se zaměřují na láskyplnou morálku, odpouštění, pomáhání druhým, dobročinnost, spokojenost, vnitřní mír, oddanost Bohu a guruovi. Zdůrazňoval důležitost odevzdání se opravdovému Sadguruovi, který prošel cestu k božskému vědomí a provede žáka džunglí duchovního výcviku.
Sáí Bába nedělal mezi lidmi rozdíly podle náboženství nebo kasty. Je nejasné zda byl muslim nebo hinduista. To pro Sáí Bábu nebylo důležité. Jeho učení kombinovalo prvky hinduismu a islámu: dal mešitě ve které žil hinduistické jméno Dwarakamayi, praktikoval hinuistické i muslimské rituály, učil s pomocí slov a obrazů obou tradicí. Jeden z jeho proslulých epigramů - Allah Malik (Bůh je Král) a Sabka Malik Ek (Pán Veškerenstva je Jeden) - se vztahuje k hinduismu i k islámu.